# Jack Creek
Jack Creek é uma área não incorporada e cidade fantasma do condado de Elko, no estado do Nevada, Estados Unidos.
O seu nome tem origem no seu povoador Jack Harrington que aí comprou uma propriedade em 1868 e que foi rancheiro o resto da sua vida naquela área.
A área de Jack Creek tornou-se a principal fornecedor de madeira de Tuscarora e outras comunidades. Jack Creek tornou-se em breve uma paragem da Companhia de caminhos de ferro entre Tuscarora e Mountain City. Foi ali criada uma pequena comunidade de cerca de 20 habitantes e vários ranchos surgiram na área. Um rancheiro local possui na comunidade uma loja, um restaurante, uma pensão durante vários anos.. A população da comunidade aumentou e foi ali construída uma pequena Casa de Ópera, apesar de ser muito pequena, os habitantes adoravam o recreio e a camaradagem ali existente.Harrington morreu em 1886 e as suas propriedades foram adquiridas por vários donos e a área foi desenvolvida por viajantes, caçadores e pescadores que a tornaram numa espécie de resort. Esse resort está encerrado, mas há a esperança da sua reabertura no futuro próximo.